# Samson Daghbaszian
Samson Aghabeki Daghbaszian (orm. Սամսոն Աղաբեկի Դաղբաշյան, ur. 23 stycznia 1917 we wsi Ghalacza w powiecie kazachskim w guberni jelizawietpolskiej (obecnie Berdawan w prowincji Tawusz w Armenii), zm. w 2005 w Erywaniu) – radziecki i ormiański nauczyciel i pedagog, Bohater Pracy Socjalistycznej (1968).

## Życiorys
W rodzinnej wsi skończył 7-letnią szkołę, a w 1937 ukończył technikum pedagogiczne w Kirowakanie (obecnie Wanadzor), po czym został nauczycielem matematyki w wiejskiej w szkole. Jednocześnie z pracą nauczyciela zaocznie studiował w Armeńskim Państwowym Instytucie Pedagogicznym, jednak po ataku Niemiec na ZSRR został 20 września 1941 powołany do Armii Czerwonej, w związku z czym musiał przerwać studia. Od stycznia 1941 służył jako żołnierz oddziału karabinów maszynowych w składzie 860 pułku piechoty 283 Dywizji Piechoty na Froncie Briańskim. 22 marca 1942 w walkach pod Orłem został ciężko ranny, jednak nie opuścił pola walki. W wyniku rany wdarła się gangrena, w związku z tym konieczna była amputacja nogi. Po ranieniu został zdemobilizowany, a po wyleczeniu ran w 1943 wrócił do wykonywania zawodu nauczyciela, w 1944 ukończył studia na Wydziale Fizyki i Matematyki Armeńskiego Państwowego Instytutu Pedagogicznego. W 1953 przeniósł się do Erywania, gdzie został nauczycielem matematyki w szkole średniej nr 40, później w 1962 został nauczycielem w szkole średniej nr 3 w Erywaniu. Kierował szkolnym kółkiem matematycznym wydającym własną gazetkę ścienną. Jego praca przyczyniła się do rozwoju umiejętności matematycznych wśród uczniów, którym pomagał w każdy sposób w znalezieniu potrzebnej literatury. Pod jego kierunkiem uczniowie wykonywali różne instrumenty i makiety figur geometrycznych i brył. Kierował szkolnym metodycznym zgromadzeniem nauczycieli matematyki i pomagał kolegom w nauczaniu metodycznym. Brał udział w opracowywaniu programów nauczania i podręczników, inicjował naukowo-praktyczne konferencje nauczycieli, wchodził w skład rady metodycznej przy Ministerstwie Oświaty Armeńskiej SRR. W 1959 nagrodzono go tytułem Zasłużonego Nauczyciela Armeńskiej SRR, a 3 lutego 1983 honorowym tytułem Ludowego Nauczyciela ZSRR. Był deputowanym do Rady Miejskiej Erywania. W 2003 przeszedł na emeryturę.

## Odznaczenia
- Medal Sierp i Młot Bohatera Pracy Socjalistycznej (1 lipca 1968)
- Order Lenina (1 lipca 1968)
- Order Wojny Ojczyźnianej I klasy (11 marca 1985)
- Order Wojny Ojczyźnianej II klasy (30 maja 1951)
- Medal „Za pracowniczą wybitność”
- Medal „Za ofiarną pracę w Wielkiej Wojnie Ojczyźnianej 1941–1945”

I inne.